# Digitale Kunstgeschichte
Digitale Kunstgeschichte ist ein Forschungsgebiet, das digitale Methoden und Verfahren für die Untersuchung kunsthistorischer Fragestellungen verwendet. Sofern noch nicht vorhanden werden auch neue digitale Verfahren für einen Untersuchungszweck entwickelt.
Mit dieser Ausrichtung wird das Forschungsgebiet meistens als Teil der geisteswissenschaftlichen Disziplin Kunstgeschichte aufgefasst; enge inhaltliche wie personelle Beziehungen bestehen darüber hinaus zu dem jungen, interdisziplinären Fach der digitalen Geisteswissenschaften (engl. Digital Humanities).
Verwandt, aber nicht deckungsgleich sind die Begriffe kunsthistorische Fachinformatik, Kulturinformatik sowie Digitale Kunst und Medienkunst.

## Entwicklung des Fachgebiets
In der Kunstgeschichte entstanden die ersten Aktivitäten auf dem Gebiet der digitalen Geisteswissenschaften im Rahmen von Forschungsprojekten, wie dem Census of Antique Works of Art and Architecture Known To The Renaissance oder Marilyn Aronberg-Lavins The Place of Narrative: Mural Painting in Italian Churches, heute bekannt als The Piero Project/ECIT – Electronic Compendium of Images and Text. 
In den 1990er Jahren begannen Archive und Bibliotheken, ihre vorhandenen Bestände in digitalen Datenbanken zu erfassen und Bildmaterial zu digitalisieren. In der deutschen Kunstgeschichte war hier federführend das Bildarchiv Foto Marburg (Deutsches Dokumentationszentrum für Kunstgeschichte), das ab den 1990er Jahren die ältere Verfilmung der umfangreichen Bildbestände führender deutscher Archive, Bibliotheken und Museen auf Mikrofiches, den sogenannten Marburger Index, in digitaler Form aufbereitete und Ende der 1990er Jahre auch online zugänglich machte. Diese digitale Sammlung kunsthistorisch relevanten Bildmaterials wurde nach der Jahrtausendwende zum allgemein zugänglichen Nationalen Bildarchiv der Kunst und Architektur ausgebaut.
Dieses eher zentralistisch organisierte Kooperationsmodell wurde 2001 ergänzt durch prometheus – Das verteilte digitale Bildarchiv für Forschung & Lehre, mit dem auch die universitären Aktivitäten im Bereich der digitalen Kunstgeschichte Gestalt annahmen. Prometheus wurde im Rahmen eines vom Bundesministerium für Bildung und Forschung aufgelegten Förderprogramms "Neue Medien in der Lehre" realisiert, das gleichzeitig die ersten intensiven Bemühungen zur Förderung von E-Learning in der Kunstgeschichte (Kooperationsprojekt unter dem Titel Schule des Sehens) ermöglichte.
Vom Münchener Institut für Kunstgeschichte, wurde ebenfalls 2001 in enger Kooperation mit Historikern die digitale Rezensionszeitschrift Kunstform gegründet. In Kooperation mit dem Zentralinstitut für Kunstgeschichte entstand zudem Arthistoricum.net, heute ein wichtiges kunsthistorisches Internetportal mit eigenem Blog.
2012 wurde in Nymphenburg bei München der Arbeitskreis Digitale Kunstgeschichte gegründet, der seitdem die Aktivitäten im deutschsprachigen Raum bündelt und besonders von Akteuren aus dem universitären Bereich mitgestaltet wird. Etwa zweimal im Jahr finden Arbeitstreffen an verschiedenen Orten statt. Der Arbeitskreis betreibt außerdem ein Wiki, auf dem aktuelle Informationen und Hinweise auf einschlägige Projekte und Publikationen zusammengetragen werden.

## Zentrale Arbeitsfelder

### Digitalisierung von Abbildungen, Quellendokumenten und Kunstliteratur
Der Bereich der digitalen Bereitstellung von ursprünglich analog vorhandenen Abbildungen, Quellendokumenten und Literatur unterscheidet sich zunächst technologisch und methodisch nicht von entsprechenden digitalen Editionsprojekten in den Literaturwissenschaften und sonstigen historischen Wissenschaften; er war aber ein früher Motor für die Anwendung digitaler Instrumente in der Kunstgeschichte wie der elektronischen Auswertung der Viten Vasaris und anderer kunsthistorischer Dokumente durch Paola Barocchi seit den 1980er Jahren. Dieses Aufgabenfeld wird heute überwiegend durch Bibliotheken übernommen, die auf ihren Webseiten Kataloge anbieten, in denen digitalisierte Quellenschriften und Abbildungen eingesehen werden können. Durch die Erweiterung der technischen Möglichkeiten lassen sich inzwischen Bilddaten und Verknüpfungen zu anderen Dokumentationsformen einbeziehen.
Im Bereich der kunsthistorischen Diatheken und anderer Bilddatenbanken bietet das Bildarchiv Prometheus die (teilweise kostenpflichtige) Möglichkeit des zentralen Zugriffs auf die Datenbestände seiner zahlreichen Mitglieder.
Ein frühes Experiment bildbasierter Erschließung eines kunstgeschichtlichen Gegenstandes war 1992 die Aufbereitung der Ebstorfer Weltkarte an der Universität Lüneburg. Daraus entstand die Arbeit an den komplexen Ensembles Anna Oppermanns und schließlich die HyperImage-Technik und der Dienst Meta-Image in Prometheus.

### Wissenschaftliches Dokumentieren von Objekten und Sachverhalten
Das Erfassen von Information über kunsthistorische Gegenstände ist eine für die weitere Analyse und Interpretation grundlegende Aufgabe. Die digitale Dokumentation wurde bislang überwiegend von einzelnen Institutionen wie Museen, Bildarchiven, Denkmalämtern und Forschungsinstituten durchgeführt. Durch interaktive Systeme werden diese Institution inzwischen stärker untereinander verbunden und die Forscher und das Publikum stärker einbezogen.
Der theoretische Aspekt des Gebietes liegt im Konzipieren von Datenmodellen und Erfassungsstandards.
Bestandsdatenbanken
Mittlerweile existiert eine hohe Zahl von einzelnen, im Internet zugänglichen Katalogen, die jedoch zumeist nach unterschiedlichen Standards funktionieren. Die Verbreitung des MIDAS-Systems von Foto Marburg sorgte in einigen Bereichen zunächst für eine gewisse Vereinheitlichung (Diskus-Verbund), wurde aber nicht flächendeckend akzeptiert. In Ländern mit zentraler Kulturverwaltung wie Frankreich führte die Digitalisierung unter staatlicher Oberhoheit zu Einheitskatalogen, bei denen die Präzision der Datenbestände dennoch schwanken kann (Base Joconde). Die Tendenz geht inzwischen zu vernetztem Arbeiten oder – bei heterogenen Einzeldatenbanken zumeist unter erheblichem Komplexitätsverlust – zu Metadatenbanken.
Ein Beispiel für vernetztes Arbeiten ist die gemeinsame Erschließung des ehemals zusammengehörigen Herzoglichen Kupferstichkabinetts durch die Herzog August Bibliothek in Wolfenbüttel und das Herzog Anton Ulrich-Museum in Braunschweig im Projekt Virtuelles Kupferstichkabinett. Die auf Initiative der EU eingerichtete Metadatenbank Europeana ist ein im Ausbau befindlicher Versuch, die inhaltliche und formale Heterogenität digitaler Kataloge zu Kulturgütern aller Art in einem europaweiten Metakatalog zusammenzufassen.
Ein ebenfalls als Metakatalog geführtes Projekt ist der vom Bildarchiv Foto Marburg koordinierte Digitale Portraitindex.
Die von der EU im 5. Rahmenprogramm geförderte, nicht nur auf Kunstgeschichte, sondern Kulturgeschichte allgemein bezogene ECHO-Initiative als Sammlung von digitalisierten Inhalten und Tools zeigt die besonders große Heterogenität bei interdisziplinären Sammlungs- und Forschungsdatenbanken.
Forschungsdatenbanken
Die spezifische Aufgabe von Forschungsdatenbanken besteht in der Speicherung und Verfügbarmachung von Forschungsprimärdaten (Bilder, Quellentexte, Sachverhalte), die (noch) nicht in Textform traditionell oder digital publiziert wurden. Im Gegensatz zu den Bestandsdatenbanken beziehen sie sich meistens nicht nur auf einen bestimmten Sammlungsbestand und werden für einen übergeordneten Themenbereich angelegt. Mit zunehmender Vernetzung der Struktur und Inhalte von Dokumentationssystemen verwischen die Grenzen zwischen Bestands- und Forschungsdatenbanken jedoch zusehends.
Aufgrund der großen Heterogenität des Gegenstands kunsthistorischer Forschung (Architektur und Artefakte aller Art und Beschaffenheit in ihren jeweiligen historischen Zusammenhängen) sowie durch die vielfachen Verbindungen zu Nachbardisziplinen (Archäologie, allgemeine Geschichte, historische Soziologie) bestehen nach wie vor erhebliche Herausforderungen in der Verarbeitung kunsthistorischer Gegenstände und Sachverhalte in digitalen Systemen.
Als Ergebnis langjähriger konzeptioneller und theoretischer Arbeit in der Auseinandersetzung mit der Aufgabe der Beschreibung heterogener kunsthistorischer Daten entwickelte eine vom Getty Research Center geleitete Arbeitsgruppe die Categories for the Description of Works of Art (CDWA), die 2009 auch in Buchform publiziert wurden. Da zu kompliziert für die praktische Anwendung, wurde eine „lite“-Version als xml-Datei entwickelt. Beide Anleitungen gehen von einem inhaltlich normativen Beschreibungskatalog aus.
Parallel dazu hat das International Committee on Documentation (CIDOC) des International Council of Museums das CIDOC Conceptual Reference Model, ein Beschreibungsmodell, entwickelt, das sich völlig vom bisherigen Paradigma einer Auflistung von Beschreibungskategorien für den einzelnen Gegenstand aus, sondern beschreibt den Gegenstand in seinem historischen Kontext durch ein sog. Ereignisbasiertes Modell. Es ist nicht auf kunsthistorische Anwendung beschränkt, sondern kann auch nahezu alle historischen Sachverhalte abbilden.
Eine der ersten kunsthistorischen Datenbanken ging zugleich über das reine Erfassen und Beschreiben von Objekten hinaus. Der Census of Works of Arts Known to the Renaissance dokumentiert die Rezeption der Antike anhand von Renaissance-Kunstwerken und schuf dafür ein diese Beziehungen abbildendes Datenmodell. Auch das Regelwerk MIDAS (Marburger Informations-, Dokumentations- und Administrations-System) erhob den Anspruch, Kulturgüter aller Art wissenschaftlich zu erfassen und zu verwalten, erforderte dabei aufgrund der beschränkten technologischen Rahmenbedingungen ein strenges Regelwerk und eine zentrale Administration, die vernetztes Arbeiten nur bedingt erlaubte. Das im Kontext von Einzelprojekten zur römischen Kunstgeschichte an der Bibliotheca Hertziana, MPI, hervorgegangene Datenbanksystem Zuccaro versucht eine generische und an den Ideen des CIDOC CRM orientierte Grundlage zur Erfassung kunsthistorischer Sachverhalte zu schaffen. Bislang existieren nur vorläufige Arbeitsumgebungen. Eine frei einsetzbare Software, die auch vernetztes und interaktives Arbeiten ermöglichen soll, ist in Entwicklung.
Regelwerke, Thesauri, Normdaten
Das Getty Research Institute trägt zu den Möglichkeiten digitaler kunsthistorischer Dokumentation insbesondere mit der Entwicklung von Vokabularien und Thesauri bei, die als Referenzdaten für kunsthistorische Datenbankprojekte eingesetzt werden können (Getty Thesaurus of Geographic Names, Union List of Artist Names, Art and Architecture Thesaurus). Mit diesen Datenbanken und insbesondere dem Provenance Index zur Provenienz von Kunstwerken erarbeitet Getty zudem bedeutende Datenbestände zu historischen Sachverhalten.
Als eigener Zweig hat sich die Erfassung von ikonographischen Inhalten – eine bedeutende Forschungsrichtung innerhalb der Kunstgeschichte vor allem in der Mitte des 20. Jahrhunderts – herausgebildet. Mit dem vom Dewey-Dezimal-System abgeleiteten Klassifikationssystem Iconclass, das Henry van de Wall seit den 1950er Jahren entwickelte, lassen sich ikonographische Inhalte systematisch und sprachunabhängig erfassen.
Auch wenn Normdaten einem „bibliothekarischen“ an Regelwerken orientierten Denken verpflichtet sind, erhalten sie als Referenzpunkte in einem offenen System von „linked data“ erneut besondere Bedeutung. Voraussetzung ist jedoch, dass sie online zugänglich sind.

### Raumbezogene Dokumentation
Raumbezogene Dokumentation findet vor allem Anwendung im Bereich von Bauforschung und Denkmalpflege sowie der Nachbardisziplin Archäologie. Mit Geoinformationssystemen (GIS-Systemen) können Informationen von Bauaufnahmen, Fundsituationen und Grabungen ortsbezogen dokumentiert und zugleich an eine Datenbank angeschlossen werden. Das kann entweder in mit zweidimensionalen Karten oder in dreidimensionalen Systemen erfolgen. Bei einer dreidimensionalen Umsetzung, kann eine Bauaufnahme, die andernfalls ausschließlich in einer großen Zahl von Planzeichnungen konsultierbar ist, in eine anschauliche Form gebracht werden. Karten oder dreidimensionalen Rekonstruktionen können auch Fotos und andere Informationen an den jeweils zutreffenden Stellen hinzugefügt werden.

### Visuelle Methoden in der Forschung
Bildanalyse
Die automatisierte Analyse von Bildern ist ein Anwendungsfeld für die formale Untersuchung und Gruppierung. Die dafür notwendigen Technologien sind jedoch derzeit noch nicht fachspezifisch entwickelt bzw. der Wissenschaft nicht frei zugänglich. Die kulturhistorischen Aspekte, also das Erkennen der Inhalte und Bedeutungen, lassen sich durch automatische Analyse bisher erst ansatzweise erfassen.
Virtuelle Modelle und Rekonstruktionen
Unter diese Kategorie fallen vor allem digitale (d. h. virtuelle) Modelle einzelner Bauwerke und Bauwerksgruppen und ihres Umraumes, die auch CAD-Modelle genannt werden. Der Begriff des Virtuellen spielt hier auf die Differenz zu „echten“, d. h. physischen Modellen an.
Das zumindest im deutschen Raum bekannteste Zentrum für die virtuelle Rekonstruktion historischer Architektur ist der Lehrstuhl des 2011 verstorbenen Professors für Architektur, Manfred Koob (Fachbereich Architektur der TU Darmstadt).
Unter dem Titel „Architectura Virtualis“ wurde hier seit 1990 ein veritables Museum rekonstruierter Architektur erstellt, das von der in der französischen Revolution zerstörten Kathedrale von Cluny, über die verschiedenen Baustadien und Entwürfe des Speyerer Doms, des Klosters Lorsch, der Stadt Bensheim, der Aachener Kaiserpfalz und des vatikanischen Palastes bis hin zu im Nationalsozialismus zerstörten Synagogen bis zum Dresdener Schloss geht. In neuerer Zeit wurden die virtuellen Modelle mittels Rapid Prototyping wieder in materielle Modelle überführt und zudem interaktive Karten erstellt. Im Jahr 2000 wurde in Darmstadt erstmals im deutschen Sprachraum eine Tagung zum Thema CAD und Kunstgeschichte veranstaltet, auf der methodische Implikationen des Mediums diskutiert wurden.
Bei einer jeden solcher Rekonstruktionen ist die Quellenlage unterschiedlich, müssen bestehende Gebäudeteile, historische Fotografien, nicht ausgeführte Entwurfszeichnungen, schriftliche Quellen sowie deren unterschiedliche Interpretation in der Forschung ausgewertet und umgesetzt werden. Bei einem Projekt zur Rekonstruktion von im Nationalsozialismus zerstörten Synagogen wurden sogar in großem Maße mündliche Äußerungen von Zeitzeugen einbezogen. Gerade die kritische Auseinandersetzung mit den heterogenen Quellen und deren Abgleich im Modell oder die Visualisierung von Alternativen oder Wissenslücken sind das, was die CAD-Modelle so spannend, aber auch umstritten macht.
Der Kunsthistoriker Hubertus Günther prägte daher um 2001 den Begriff CACV, 'computer aided critical visualization', um den großen Anteil an Forschung und kritischer Reflexion an diesen Modellen zu betonen. In Zürich wurde z. B. ein nie verwirklichtes Projekt von Sebastiano Serlio zum Bau einer Loggia in Lyon als virtuelles Modell realisiert. Günther weist darauf hin, dass gerade der Entwicklungsprozess des Modells vielfältige Einsichten in Entwurfsphasen, Konstruktionsprinzipien und Baustruktur erlaubt. Die Beschäftigung mit und Konzeption von Modellen verbessere die Vorstellung von Raumverhältnissen, schule das Sehen und das problemorientierte Denken.
Inzwischen wird durch die Implementierung standardisierter Datenmodelle, insbesondere unter Nutzung des CIDOC Conceptual Reference Model (CIDOC CRM) und der Linked Data-Technologie, eine nachhaltige und transparente Dokumentation der Modellierungsprozesse angestrebt. Entsprechende Projekte verfolgen das Ziel, digitale 3D-Rekonstruktionen als wissenschaftliche Forschungsinstrumente zu etablieren, die als strukturierte Wissensräume dienen können.
Cultural and Visual Analytics
Der russisch-kalifornische Medientheoretiker Lev Manovich hat 2007 an der University of California (San Diego) die Software Studies Initiative gegründet, die sich u. a. den Cultural Analytics und Visual Analytics widmet. Hier geht es um die Nutzung informatischer Methoden für die Analyse großer Datenmengen und -flüsse, und speziell um die Analyse und Visualisierung von digitalen und digitalisierten Bildern.
Primär auf der Analyse von Texten oder Metadaten basieren Projekte, die sich der Visualisierung von Netzwerken widmen, etwa Semaspace, ein Projekt von Dietmar Offenhuber und Gerhard Dirmoser, in dem kulturelle, darunter auch kunsthistorisch relevante Kontexte als interaktive Netzwerke visualisiert werden, oder die Projekte des Potsdamer Medieninformatikers Moritz Stefaner im Bereich der Datenvisualisierung und Informationsästhetik.
Rezeptionsforschung
Digitale Technologien ermöglichen es, im Sinne einer interdisziplinären Rezeptionsforschung, reale Rezeptionshandlungen von Betrachtern zu erfassen und zu analysieren.
In der Kunstliteratur findet man seit der Antike immer wieder Beschreibungen von Blickbewegungen. Seit den 1930er Jahren werden Versuche unternommen, Blickbewegungen bei der Betrachtung von Kunstwerken wissenschaftlich zu untersuchen und kunstpsychologisch sowie kunstwissenschaftlich auszuwerten. Neue Kamerasysteme (Stichwort Eye-Tracking) ermöglichen eine Analyse der Augenbewegungen von Betrachtern und damit neuartige Informationen über individuelle Strategien der Betrachtung von Kunstwerken.

### Kollaboration und Vermittlung

#### Crossmediale Annotation und semantische Verknüpfung
Während in den 1990er Jahren der Hauptaugenmerk von Datenbankprojekten im Kulturbereich auf der standardisierten Dokumentation und Digitalisierung lag, verlagerte sich der Schwerpunkt ab der Jahrtausendwende zunächst auf die Möglichkeit, die erfassten Daten online zugänglich zu machen und über Portale zusammenzufassen, dann auf die Frage, wie die Daten sinnvoll verknüpft werden können, um „intelligente“ Suchanfragen zu ermöglichen. Dies geschah unter dem Stichwort des Semantic Web, um zu betonen, dass über diese Verknüpfungen Bedeutungen übermittelt und generiert werden sollen. Im Zusammenhang mit dem Semantischen Web steht auch die Forderung nach Linked Open Data, die sich auf die freie Zugänglichkeit und Kompatibilität der verknüpften Daten konzentriert.
Diese Entwicklungen sind für die Kunstwissenschaften von besonderer Relevanz, lassen sich doch im digitalen Medium visuelle und textuelle Informationen auf vielfache Weise semantisch verknüpfen (etwa Bilder mit Ortsdaten, Biographien, Quellenbeständen) und damit für wissenschaftliche Argumentation und Wissensvermittlung fruchtbar machen.

#### Publikationswesen und Social Media
Immer mehr werden auch im Bereich der Kunstgeschichte digitale Publikationsmedien eingesetzt, die in einem zweiten Schritt zunehmend mit sozialen Funktionen versehen wurden.
2001 wurde die Mailingliste H-Arthist sowie die Online-Rezensionszeitschrift kunstform eingerichtet, gefolgt vom Themenportal arthistoricum.net im Jahr 2006 und des dazugehörigen Blogs.

## Virtuelle Forschungsinstrumente und Arbeitsumgebungen

### Studiengänge und Berufsbilder
- Universität München Promotionsprogramm Digitale Kunstgeschichte (Hoppe/Kohle)

- Leuphana Universität Lüneburg Der Minor Digitale Medien/Kulturinformatik

- Universität Bamberg Angewandte Informatik in den Kultur-, Geschichts- und Geowissenschaften

- Universität Regensburg Studienelemente: Digitale Kunstgeschichte

Die zurzeit entstehenden Digital Humanities-Studiengänge (Darmstadt, Würzburg, Trier), sind zumeist philologisch orientiert, beziehen aber zunehmend auch Aspekte der Kunstgeschichte ein.
Innerhalb der neuen modularisierten Studiengänge bieten viele kunsthistorische Studiengänge im BA- oder MA-Studium einzelne Module mit Inhalten zur „Digitalen Kunstgeschichte“ an.

### Konferenzen zur digitalen Kunstgeschichte
- Seit 1985 jährlich: CHART-Konferenzen (London) Computers and the History of Art[30]

- Seit 1990 alle zwei Jahre: EVA-Konferenzen: Elektronische Medien @ Kunst, Kultur, Historie, in Berlin seit 1996, in London seit 1990 The Electronic Information, the Visual Arts and Beyond (weitere Konferenzen in Florenz, Moskau und Jerusalem)[31]

- Seit 1991: International Cultural Heritage Informatics Meetings (ICHIM)[32]

- Seit 1991: International Committee for Documentation of the International Council of Museums Meetings(ICOM-CIDOC)

- Seit 1997: Museums and the Web (USA)

- 2001 „Das gemeinsame Auge: Kooperative visuelle Forschung“ (Köln, Prometheus-Tagung)

- 2002: „Digitale und Digitalisierte Kunstgeschichte“ (München)

- 2002: „Wieviel Kultur geht durch den Draht? E-Learning in den Kulturwissenschaften“ (Köln, Prometheus-Tagung)

- 2007: „Bilder – Daten – Datenbanken – so kann’s gehen!“ (Prometheus-Tagung)

- 2007: HyperImage – Bildorientierte e-Science-Netzwerke (Berlin)

- 2010: „Networked Humanities. Art History on the Web“ (Acquafredda, Networked Humanities Programm, ESF)

- 2011: „Die digitale Perspektive – eine schöne Aussicht?“ (Prometheus-Tagung)

- 2011: „Wissen(schaft) online“, Tagung im Kunsthistorischen Institut in Florenz, Max-Planck-Institut, 28. – 29. März 2011[33]

- 2012: Gründungstreffen des Arbeitskreises Digitale Kunstgeschichte in Nymphenburg (weitere Treffen des AK sind auf einer Liste des AK-Wiki zu finden)

### Einzelne Projekte
HyperImage – Bildorientierte e-Science-Netzwerke: Mit HyperImage können beliebig viele Details innerhalb eines Bildes präzise markiert und beschrieben sowie Annotationen des Corpus untereinander verlinkt und über Indizes erschlossen werden. Zwischenergebnisse wie endgültige Fassungen lassen sich jederzeit als hypermediale online- oder offline-Publikation erstellen. Diese Technik ist als Meta-Image mittlerweile Bestandteil von Prometheus.
ARTigo: Soziale Software vom Typ „games with a purpose“ zielt darauf ab, ein breites Publikum zu erreichen und das Wissen der Mitspieler nutzbar zu machen. Für die Kunstgeschichte wurde das Bildverschlagwortungsspiel ARTigo entwickelt, bei dem zwei Personen ein Bild via tags beschreiben, jedoch nur dann Punkte bekommen, wenn beide den gleichen Tag gewählt haben.
HASTAC
Mailingliste H-Arthist
Online-Rezensionszeitschrift Kunstform
Kunstgeschichte Open Peer Reviewed Journal
Artefakt. Zeitschrift für junge Kunstgeschichte und Kunst